# (6852) 1985 CN2
(6852) 1985 CN2 (1985 CN2, 1983 RC3, 1991 TQ13) — астероїд головного поясу, відкритий 14 лютого 1985 року.
Тіссеранів параметр щодо Юпітера — 3,507.